# اکبالی، پاساف
اکبالی، پاساف (به لاتین: Akballı, Posof) یک Köy در ترکیه است که در استان اردهان واقع شده‌ است.